# 서문시장역
서문시장역(Seomun Market Station, 西門市場驛)은 대구광역시 중구 대신동에 위치한 대구 도시철도 3호선의 역이다. 부역명은 동산병원으로, 인근에 계명대학교 대구동산병원이 있다.

## 특징
이 역은 개통되기 전 공사 당시에 중구 동산동에 있어서 동산역(東山驛)이라고도 하였다. 이후에 이 역이 서문시장과 더 가까운 전철역이 되면서 2014년 2월 8일부로 도시철도 2호선으로부터 서문시장역의 역명을 이관받게 되었다. 그리고 도시철도 3호선의 역들 중 수성못역, 달성공원역과 함께 방언 안내방송이 송출되었으나 최근에 삭제되었다. 관광객들이 많이 붐벼 환승역인 3호선 명덕역, 청라언덕역보다 이용률이 더 높다.

## 역명의 유래
역 바로 옆에 있는 대구에서 가장 오래된 전통시장인 서문시장에서 유래되었다.

## 역 구조
2면 2선의 상대식 승강장이 있는 지상역이며, 역사 외부에서 승강장으로 직결이 가능한 엘리베이터가 설치되어 있다.
승강장에 난간형 스크린도어가 설치되어 있다. 승강장 확장공사를 완료하였다.

### 승강장
| 달성공원 ↑ |
| \| 상      |
| ↓ 청라언덕 |

| 상행 | ● 대구 도시철도 3호선 | 달성공원·팔달시장·칠곡경대병원 방면 |
| 하행 | ● 대구 도시철도 3호선 | 청라언덕·어린이세상·용지 방면       |

- 대합실을 통해 반대편 승강장으로 이동이 가능하다.

## 역사
- 2013년 10월 2일 : 서문시장역으로 역명 결정. 동산병원으로 부역명 결정
- 2015년 4월 23일 : 대구 도시철도 3호선 개통과 함께 영업 개시

## 역 주변
| 나가는 곳 | 방면                                                                             |
| --------- | -------------------------------------------------------------------------------- |
| 1         | 섬유회관 기업은행 동산동지점 우리은행 동산동지점 서문지구대 성내3동 행정복지센터 |
| 2         | IM뱅크 대신동영업소 대구대성초등학교                                             |
| 3         | 서문시장 계성중학교 계성고등학교 신한은행 대신동지점 대신119안전센터             |
| 4         | 동산병원 동산의료원우체국 성명여자중학교 신명고등학교                            |

## 승차량 변동
이 역은 현재 대구 도시철도 3호선의 역들 중 가장 승객이 많은 역이다. 환승역인 명덕역, 청라언덕역보다 이용률이 더 높다.
| 노선  | 승차 인원 | 승차 인원 | 승차 인원 | 승차 인원 | 승차 인원 | 주석  |
| 노선  | 2015년    | 2016년    | 2017년    | 2018년    | 2019년    | 주석  |
| ----- | --------- | --------- | --------- | --------- | --------- | ----- |
| 3호선 | 7,551     | 8,308     |           |           | -         | [ 1 ] |

## 사진

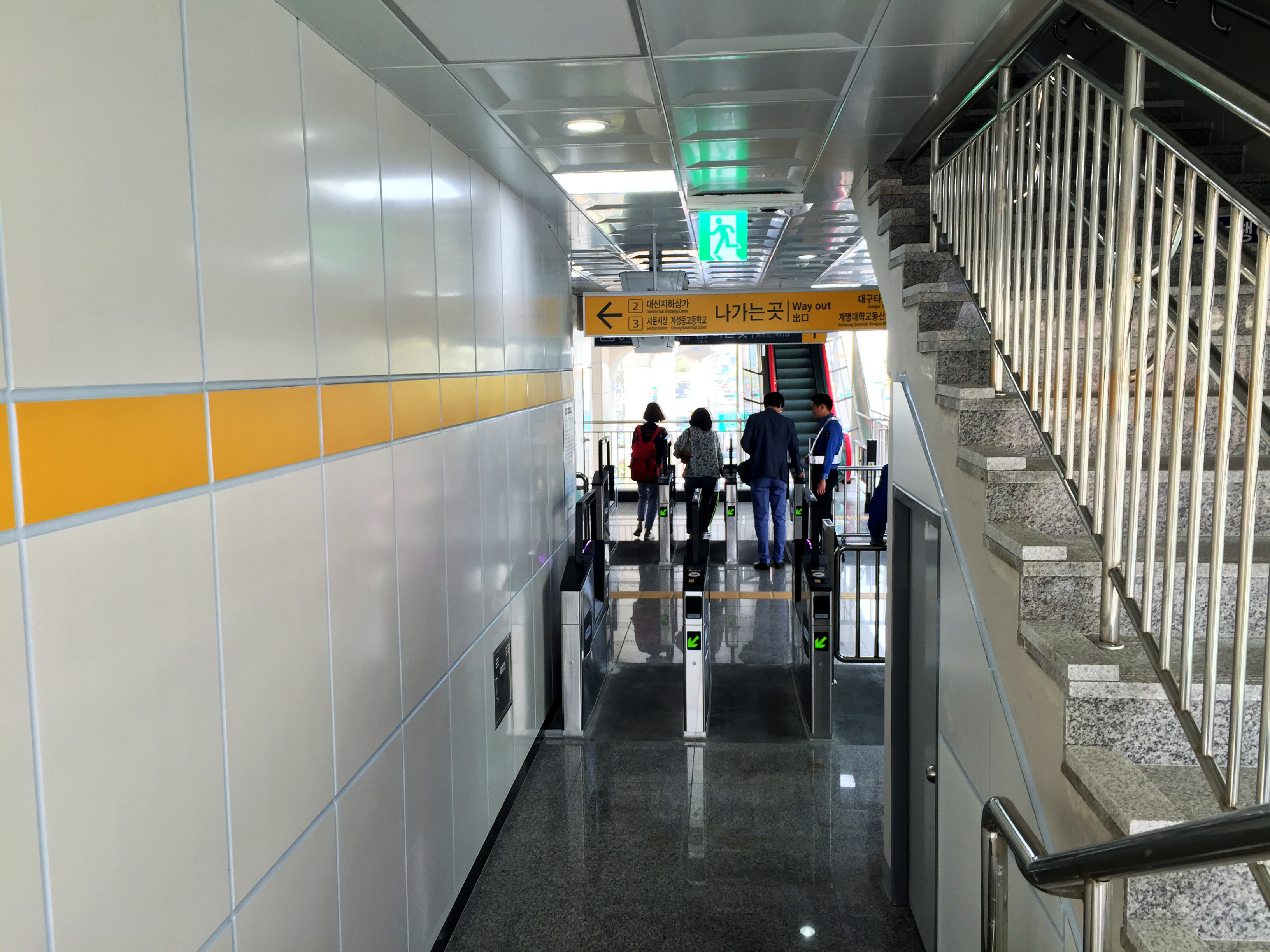
개찰구
3번 출구
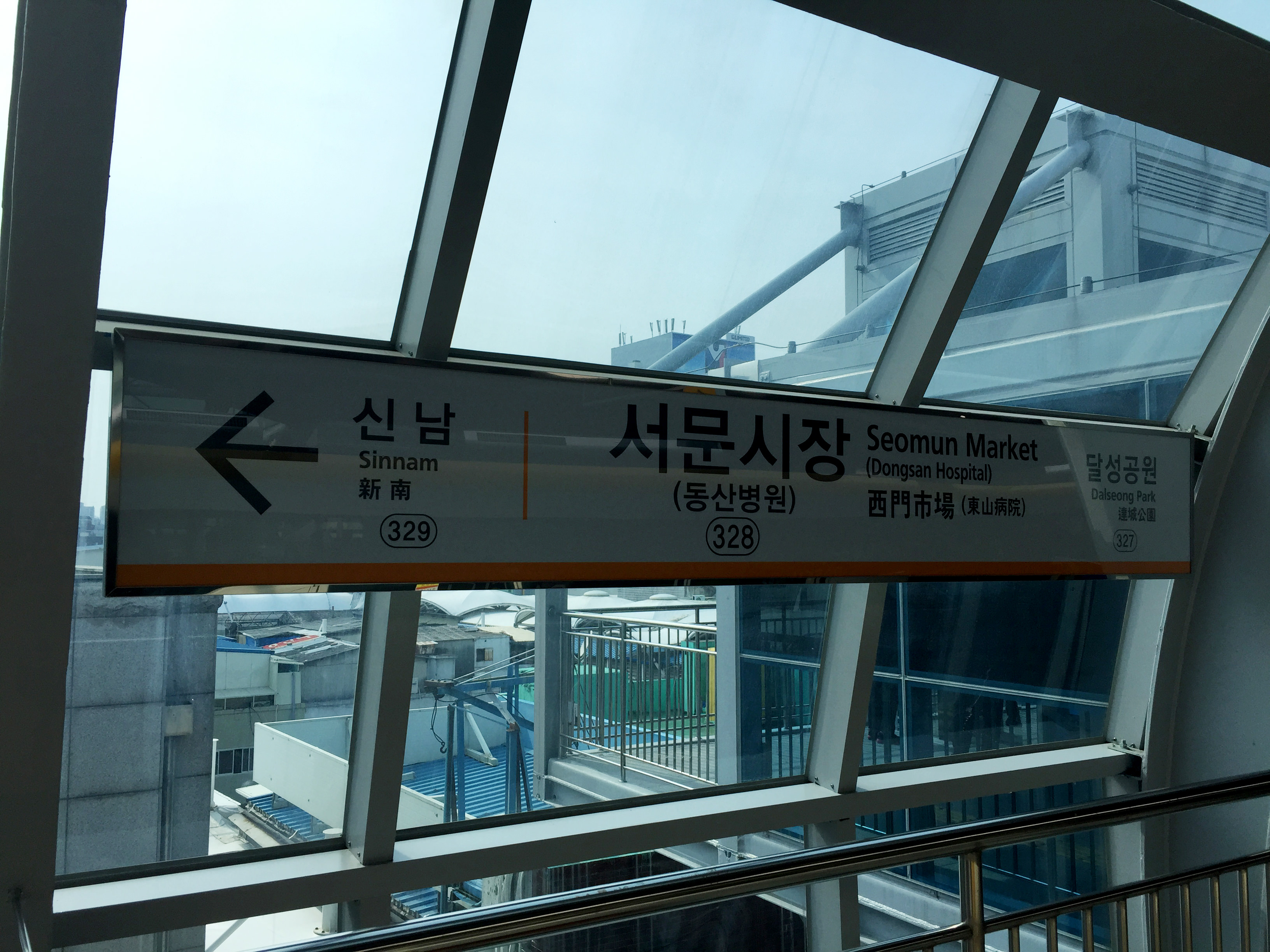
역명판2

## 인접한 역
| 대구 도시철도 3호선            | 대구 도시철도 3호선   | 대구 도시철도 3호선    |
| ------------------------------ | --------------------- | ---------------------- |
| 327 달성공원 칠곡경대병원 방면 | ● 대구 도시철도 3호선 | 329 청라언덕 용지 방면 |

## 같이 보기
- 서문시장
- 계명대학교